# EBuddy

Logo

eBuddy ist ein Online-Dienst, der es dem Nutzer ermöglicht, sich von einem Webbrowser oder einem Handy mittels Java in seine Instant-Messaging-Zugänge einzuloggen. eBuddy ermöglicht den Zugriff auf Windows Live Messenger, Yahoo Messenger, AOL Instant Messenger, Google Talk, ICQ, Facebook Messenger und den Myspace-Messenger.
Das System von eBuddy wird ständig ausgebaut und ist seit kurzem mit drei neuen Versionen erschienen. eBuddy funktioniert auch hinter einem Proxy und einer Firewall, weil es nur über den HTTP-Port 80 agiert.
Es gibt auch Applikationen für Android, Symbian und iPhone.
2010 hatte eBuddy weltweit über 100 Millionen Benutzer.

## Unterschiede zur Software
Da eBuddy sich browserbasiert in die IM-Zugänge einloggt, ist im Vergleich zu den installierbaren Programmen mit einigen Abstrichen zu rechnen. So funktionieren weder Webcam-Gespräche über eBuddy noch die bei ICQ und Windows Live Messenger üblichen Flash-Emoticons.

## Datenschutz-Aspekte
Der Dienst startete 2003 unter dem Namen e-Messenger und wurde 2006 in eBuddy umbenannt. Eigentümer ist 'Prime Technology Ventures and Lowland Capital Partners' mit Sitz in Amsterdam. Der Anwender akzeptiert laut eBuddy-Privacy die Nutzung des Dienstes auf Basis niederländischen Rechts, es gilt also nicht das deutsche Datenschutzgesetz. Der Dienstanbieter speichert personenbezogene Daten wie beispielsweise die Facebook-Benutzerkennung incl. Passwort und die hinterlegten Mail-Zugangsdaten für MSN, AIM und Googletalk etc., aber auch Online-Statusinformationen, Telefonnummern und Adressbuchinformationen (u. a. die Mailadressen der Messaging-Kontaktpartner), das Alter und Geschlecht des Anwenders etc. Übertragene Inhalte (z. B. Messenger-Nachrichten) werden zwischengespeichert. Außerdem werden technische Informationen wie IP-Adresse, Browsertyp etc. gespeichert. Für diese hinterlegten personenbezogenen Daten übernimmt der Anbieter nur eine eingeschränkte Verantwortung. Entgegen dem deutschen Datenschutzgesetz stimmt der Nutzer beispielsweise ausdrücklich zu, dass die personenbezogenen Daten auf Servern außerhalb der EU gespeichert werden dürfen. Der Benutzer stimmt der Verwendung seiner Daten zur Erstellung zielgerichteter Werbung zu. Bei Verwendung von eBuddy XMS wird eine Kopie des kompletten Adressbuches an den Anbieter übertragen. Der Adressbuchinhalt wird auch dazu verwendet, anderen Nutzern Kontakte vorzuschlagen. Der eBuddy-Anbieter gibt an, dass er die personenbezogenen Daten unter verschiedenen Umständen preiszugeben gedenkt, z. B. wenn er der Meinung ist, dass dies seine rechtliche Pflicht sei, oder wenn er dadurch sein Eigentum schützen könne. eBuddy integriert Inhalte (advertisements) von Drittanbietern und ermöglicht diesen Drittanbietern die Ermittlung der IP-Adresse des Nutzers.
Risiken bestehen insbesondere darin, dass verschiedene sensible personenbezogene Daten einem ausländischen Unternehmen überlassen werden. Diese Daten können irgendwo auf der Welt konzentriert gespeichert werden, ausdrücklich außerhalb der EU. Es besteht damit keine Kontrolle mehr über den Schutz dieser Daten. Das deutsche Datenschutzgesetz gilt nicht. Im Streitfall gilt niederländisches Recht. Bei einem Hackangriff auf den Datenbestand ist die Online-Identität des Benutzers bei allen verwendeten Onlineplattformen und Mailanbietern gleichzeitig kompromittiert.